# Шахта (Новосибирская область)
Шахта — посёлок в Тогучинском районе Новосибирской области. Административный центр Шахтинского сельсовета.

## География
Площадь посёлка — 144 гектаров.

## Население
| 2002 | 2007  | 2010  |
| ---- | ----- | ----- |
| 1870 | ↗2010 | ↘1750 |

## Инфраструктура
В посёлке по данным на 2007 год функционируют 1 учреждение здравоохранения и 2 учреждения образования.